# اوپین
اوپین (به آلمانی: Oppin) یک منطقهٔ مسکونی در آلمان است که در لندزبرگ، زاکسن-آنهالت واقع شده‌است.
 اوپین  ۱٬۵۵۱ نفر جمعیت دارد.